# Lamorteau
Lamorteau (en gaumais : La mourte awe) est un village à l'extrême sud de la Gaume belge. Sis sur le Ton et à proximité de la frontière française, il fait administrativement partie de la commune de Rouvroy située en Région wallonne dans la province de Luxembourg.

## Étymologie
Étymologiquement, le nom fait référence à de l’eau morte ou dormante, qui ne s'écoule pas. Le Ton, dont la pente est faible de par la multitude de ses méandres, est sujet à de fortes inondations laissant çà et là des mares d'eau stagnante, mais en Gaume, une seule explication ne suffit pas, d'autres racines sont avancées. Lamorteau s'écrivait :
- en 1472, La Morte Yawe ;
- en 1691, La Mortiaux ;
- en 1776, La morte Awe.

On aurait dit de l’eau dormante. Avec un peu d’ironie, nos ancêtres ont appelé leur village « La morte eau ».

## Géographie
Le village se trouve en Gaume, à six kilomètres au sud-ouest de la ville de Virton. C’est le dernier village belge sur la route qui va à Montmédy : la route nationale 87 qui borde le village au nord et dont l’autre extrémité est le village de Parette dans la commune d’Attert, près de la frontière luxembourgeoise. La frontière française se trouve à 800 mètres.
Le village est niché au creux d'une vallée issue de la troisième cuesta bajocienne entre les villages d'Harnoncourt et Torgny. C'est dans cette vallée que s'écoule lentement le Ton (un affluent de la Chiers), aux nombreux méandres, dominé par trois collines : la Solire au nord, la Havane au sud et la Hornule à l'est.
Lamorteau bénéficie d'un climat sensiblement le même que celui de Torgny tout proche.

### Inondations

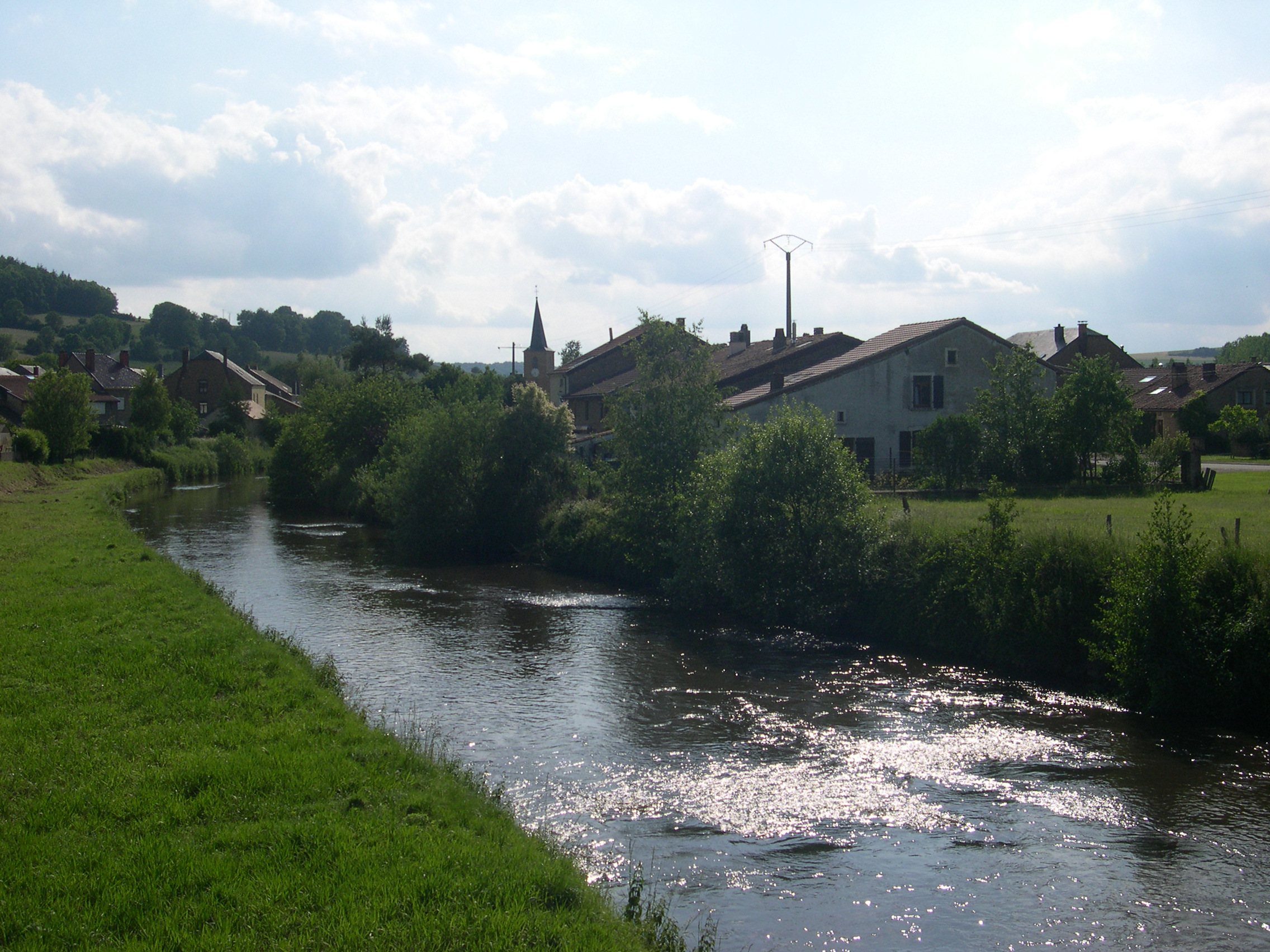
Détail du Ton et de la rue du Régnier.

La proximité du village au Ton, rivière peu encaissée, a valu de nombreuses inondations dans les maisons les plus proches. Sur un sol marneux, l’eau stagnait sur de grandes étendues. Cette situation a rythmé la vie des habitants des hivers durant. Ils n’osaient rien laisser au niveau du sol de peur que l’eau ne l’emporte.

## Démographie
Lamorteau compte environ 600 habitants pour une superficie de 558 ha. Aujourd’hui, c’est un village vivant et jeune. Pas moins de 150 enfants fréquentent ses écoles.

### Évolution
- Source: INS recensement population
- 1856: Scission de Torgny en 1853
- 1910: Scission de Harnoncourt en 1906

## Histoire

### Légende
Au XIe siècle, le comte de Chiny tomba malade dans la forêt du village. Pour remercier le curé qui le guérit, le comte fonda un ermitage et un prieuré à l'ancien moulin de Radru.

### Époque contemporaine
Lamorteau était une commune à part entière avant la fusion des communes de 1977.

## Liste des bourgmestres jusqu'en 1977
Lamorteau fait maintenant partie de la commune de Rouvroy, mais avant la fusion des communes en 1977, c’était une commune à part entière. Le dernier bourgmestre avant la fusion des communes était Jean Zimmer.
Voici la liste des différents bourgmestres après 1945 :
| Années    | Noms           |
| --------- | -------------- |
| 1939-1946 | Jean Toussaint |
| 1947-1952 | Marcel Derlet  |
| 1953-1959 | Marcel Derlet  |
| 1960-1964 | Marcel Derlet  |
| 1965-1966 | Marcel Derlet  |
| 1966-1970 | Jean Zimmer    |
| 1970-1976 | Jean Zimmer    |

## Patrimoine et culture

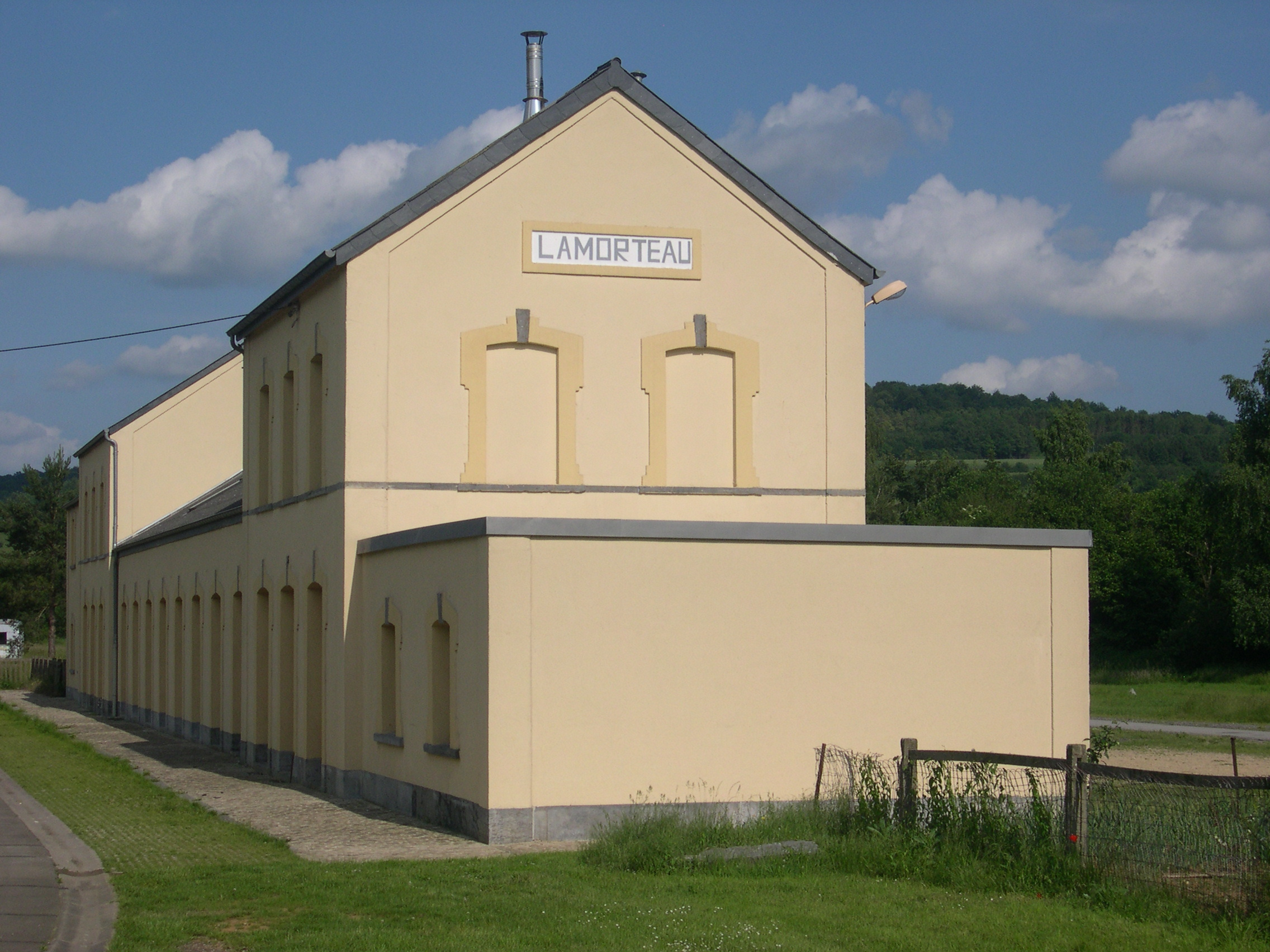
L'ancienne gare restaurée.

### Patrimoine architectural
- La maison Franque, située à l'extrémité de la rue de l'Église. Si cette maison n'avait habité que la famille de Franque elle n'aurait pas de valeur historique. En effet, la tradition raconte que cette maison aurait dû accueillir le roi de France Louis XVI lors de sa fuite après la Révolution française, mais fut arrêté le 20 juin 1791 à Varennes-en-Argonne.
- Le moulin de Radru.

- L’ancienne gare : village frontalier, Lamorteau a eu une vie ferroviaire importante avec une gare de triage de 3e classe. La douane y a pendant plus de cent ans régit le passage des commerçants, des touristes et des contrebandiers. La gendarmerie y a aussi été présente pendant de longues années.

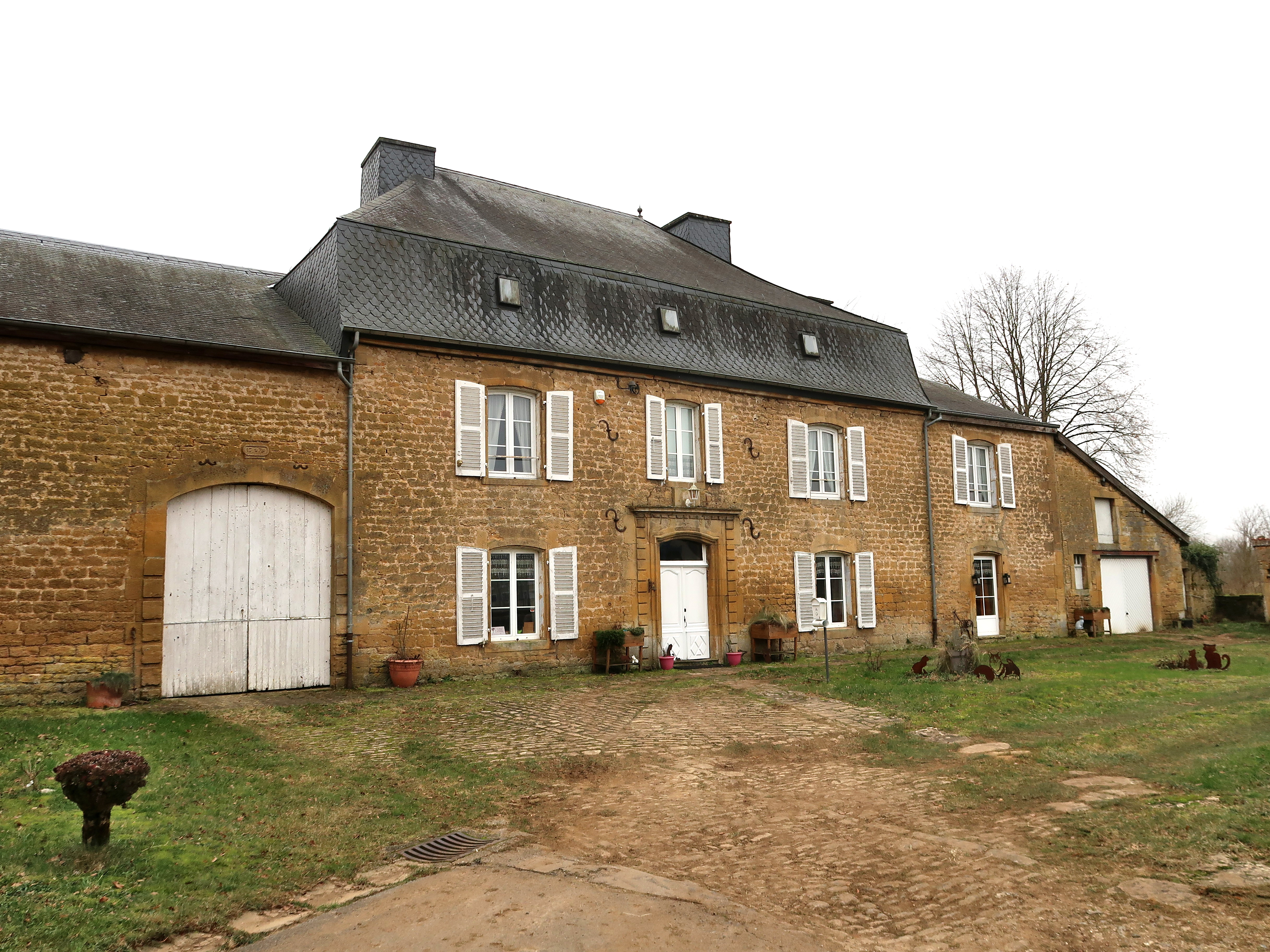
Maison de Franque.